# EIA RS-422
EIA RS-422 è uno standard EIA o V11 nella normativa europea CCITT.
Si tratta di un protocollo per la comunicazione dati seriale che prevede l'impiego di due fili con linea differenziale e multipunto (differenziale bilanciata). Prevede, per ogni coppia di fili, la trasmissione di dati unidirezionale e non reversibile, su linee di trasmissione dati terminate o non terminate.
Nel caso di due coppie di fili, con due circuiti simili, si ottiene la connessione full duplex.
L'EIA-422 non permette trasmettitori multipli ma solo ricevitori multipli, differentemente dall'EIA RS-485 che li permette ponendosi sulla linea in alta impedenza se non selezionato,
A differenza dello standard EIA RS-232, è stato progettato per connettere direttamente due apparecchiature (siano esse DTE o DCE) con alta immunità ai disturbi anche a distanze considerevoli (tipicamente fino a 1550 m) e a velocità considerevoli (anche oltre ai 20000 bit/secondo). È uno standard molto diffuso, soprattutto in ambito industriale.
Poiché la variazione di stato del dato è determinato dalla differenza delle tensioni sui due fili in modo bilanciato (da 0 a +5 V e -5 V sui due conduttori rispettivamente) e dal momento che entrambi i fili arrotolati fra di loro con un passo ben preciso devono seguire lo stesso percorso, un rumore elettrico o disturbo, ripercuotendosi su entrambi i conduttori, non altera la tensione relativa fra questi ottenendo così un'alta immunità ai disturbi.
I connettori usati per questa interfaccia sono il DB-25 secondo la EIA-530, ed il DB-37 secondo la EIA-449.
La lunghezza massima dei cablaggi è 1550 m per velocità non superiori a 1 Mbit/s.
Indicativamente si consigliano le seguenti lunghezze massime dei collegamenti per alte velocità:
- 10 Mbit/s lunghezza 1,2 m
- 100 kbit/s lunghezza 1200 m

Un impiego comune per l'EIA-422 è come estensione per l'RS-232. Inoltre, una variante compatibile con l'RS-232 e che adotta un connettore mini-DIN-8 è stata utilizzata per lungo tempo sul Macintosh fino a che non è stata sostituita dall'USB della Intel sull'iMac.

## Problemi sull'uso dello standard EIA RS422
Lo standard EIA RS422 (CCITT V11) e sue derivazioni multi-punto quali l'EIA RS-485 (per CCITT sempre V11) usato su distanze notevoli (MAX 1550 m) ma anche, in taluni casi, in distanze ridotte comporta il rischio di distruggere gli integrati di Trasmissione e/o di ricezione. Infatti, secondo la normativa EIA la tensione differenziale fra le due apparecchiature (tensione di massa o terra che di solito corrispondono allo 0V dell'alimentatore) non deve superare il valore di 3V pena la rottura dell'integrato stesso o, perlomeno, errori di rice-trasmissione. Per ovviare a questi inconvenienti è indispensabile adottare circuiti di protezione, optoisolamento, scarica di extra tensioni ecc. tali da proteggere i componenti attivi sensibili e, di conseguenza, limitare le probabilità di guasto.